# 1,2-Dibrom-4-(1,2-dibromethyl)cyclohexan
1,2-Dibrom-4-(1,2-dibromethyl)cyclohexan (DBE-DBCH oder TBECH) ist eine bromierte organo-chemische Verbindung, die als Flammschutzmittel Verwendung findet.

## Gewinnung und Darstellung
TBECH wird durch Elektrophile Addition von Brom an Vinylcyclohexen hergestellt. Dabei entsteht ein Stereoisomeren-Gemisch von α- und β-TBECH im Verhältnis von etwa 1:1.

## Eigenschaften

Technisches DBE-DBCH besteht vorwiegend aus den Racematen α-DBE-DBCH und β-DBE-DBCH etwa im Verhältnis 1:1.

DBE-DBCH ist ein mehrfach bromiertes Derivat von Ethylcyclohexan. Aufgrund der Substitution mit vier Bromatomen weist DBE-DBCH eine deutlich geringere Flüchtigkeit auf.
Weil DBE-DBCH vier Chiralitätszentren enthält, gibt es theoretisch vier racemische Diastereomere (= acht Stereoisomere) der Chemikalie:
- α-DBE-DBCH
- β-DBE-DBCH
- γ-DBE-DBCH
- δ-DBE-DBCH.

DBE-DBCH ist thermisch instabil, bei Temperaturen über 125 °C können sich Stereoisomere ineinander übergehen, dabei entstehen auch die sich bei der Synthese nicht bildenden Isomere γ- und δ-TBECH. Im Gleichgewicht liegt ein Verhältnis von 33 % α-, 33 % β-, 17 % γ- und 17 % δ-DBE-DBCH vor. Eine Trennung der Stereoisomere ist über Gaschromatographie möglich.

## Verwendung
1,2-Dibrom-4-(1,2-dibromethyl)cyclohexan wird als Flammschutzmittel in Kunststoffprodukten, etwa aus Polyurethan oder Polystyrol eingesetzt. Mit TBECH versetzte Kunststoffe werden unter anderem für Wärmedämmungen von Gebäuden oder Ummantelungen von Kabeln genutzt. Die produzierte Menge TBECH in den Vereinigten Staaten betrug 2002 zwischen 4 und 225 Tonnen.
Im Elektroschrott wurde in einer 2011 durchgeführten Studie eine durchschnittliche Konzentrationen von 19 ppm gefunden, was das Vorkommen von DBE-DBCH in elektronischen Geräten bestätigte.
Unter der REACH-Verordnung ist der Stoff jedoch nicht registriert, was bedeutet, dass im EWR weniger als eine Tonne pro Jahr verwendet wird.

## Effekte
DBE-DBCH ist ein Androgen-Agonist.
Eine Mutagenität wurde nicht festgestellt.